# Malpractice (Redman)
Malpractice è un album discografico in studio del rapper statunitense Redman, pubblicato nel 2001.

## Tracce
1. Roller Coaster Malpractice (Intro) – 1:41
2. Diggy Doc – 1:56
3. Lick a Shot – 3:38
4. Let's Get Dirty (I Can't Get in da Club) (featuring DJ Kool) – 3:56
5. WKYA (Drop) – 2:04
6. 2-Way Madness (skit) – 1:30
7. Real Niggaz (featuring Icarus, Mally G, Scarface & Treach) – 5:15
8. Uh-Huh – 3:44
9. Da Bullshit (featuring Icarus) – 4:23
10. Who Wants to Fuck a Millionaire (skit) – 2:55
11. Enjoy da Ride (featuring Method Man, Saukrates & Streetlife) – 4:14
12. Jerry Swinger Stickup (skit) – 3:31
13. J.U.M.P. – 3:49
14. Muh-Fucka – 3:20
15. Bricks Two (featuring D-Don, Double-O, Roz, Shooga Bear & Pacewon) – 5:21
16. Wrong 4 Dat (featuring Keith Murray) – 2:43
17. Judge Juniqua (skit) – 2:16
18. Dat Bitch (featuring Missy Elliott) – 3:54
19. Doggz II (featuring DMX) – 4:42
20. Whut I'ma Do Now – 4:47
21. Soopaman Luva 5 (Part I) – 2:14
22. Soopaman Luva 5 (Part II) – 3:20
23. Smash Sumthin' – 3:35